# Breakfast in America
„Breakfast in America“ (на български: Закуска в Америка) е шестият студиен албум на британската арт рок група Супертрамп. Издаден е през 1979 година. Записан е предишната година в известното студио „The Village Recorder“ в Лос Анджелис, Калифорния.
„Breakfast in America“ се превръща в най-продаваното произведение на Супертрамп, с над 18 милиона копия, продадени до днешни дни. Само за територията на САЩ, албумът е сертифициран като 4х „Мултиплатинен“ с над 4 000 000 продажби.
През 1980 година, албумът печели награда „Грами“ в категория – Best Recording Package.

## Описание
По време на записите на този албум, обтегнатите взаимоотношения между водещите членове на групата Роджър Ходжсън и Ричард Дейвис започват да излизат на преден план. В интервю за създаването на албума, Ходжсън по-късно отбелязва, че Дейвис не е харесвал едноименната песен „Breakfast in America“, той също е бил и против, това да бъде заглавието на албума. Дейвис е предпочитал заглавията – „Working Title“ или „Hello Stranger“.
Обложката на албума представлява панорамен поглед от прозорче на самолет към южен Манхатън, Ню Йорк. На преден план статуята на свободата е изобразена като пълничка сервитьорка, държаща меню с надпис „Breakfast in America“ в лявата ръка и поднос с портокалов сок вместо факел във вдигнатата дясна ръка. На заден план, небостъргачите са изобразени като шишета за кетчуп, горчица и оцет, солници, кутии за корнфлейкс, каничка с мляко и т.н. Двата близнака на световния търговски център са показани като наредени един върху друг кашони. Кейовете около полуострова са изобразени като прибори за хранене.

## Списък на песните
Страна „А“
1. Gone Hollywood – 5:20
2. The Logical Song – 4:10
3. Goodbye Stranger – 5:50
4. Breakfast in America – 2:38
5. Oh Darling – 3:58

Страна „Б“
1. Take the Long Way Home – 5:08
2. Lord Is It Mine – 4:09
3. Just Another Nervous Wreck – 4:26
4. Casual Conversations – 2:58
5. Child of Vision – 7:25

## Музиканти
- Рик Дейвис – клавишни инструменти, вокали
- Джон Хелиуел – саксофон, вокали
- Роджър Ходжсън – китара, клавишни, вокали
- Боб Сибенбърг – барабани
- Дуги Томпсън – баскитара

Допълнителен
- Слайд Хайд – тромбон, туба

## Комерсиални класации

### Албум
| Година | Чарт             | Позиция |
| ------ | ---------------- | ------- |
| 1979   | САЩ- Билборд 200 | 1       |
| 1979   | Австралия        | 1       |
| 1979   | Канада           | 1       |
| 1979   | Норвегия         | 1       |
| 1979   | Великобритания   | 3       |

### Сингли
| Година | Сингъл                      | класация на Великобритания | „Билборд Hot 100“ САЩ |
| ------ | --------------------------- | -------------------------- | --------------------- |
| 1979   | The Logical Song            | 7                          | 6                     |
| 1979   | Breakfast in America        | 9                          | 16                    |
| 1979   | Goodbye Stranger            | 57                         | 15                    |
| 1979   | Take the Long Way Home      | -                          | 10                    |
| 1980   | Breakfast in America (live) | -                          | 62                    |